# Kokubo Satoru
Satoru Kokubo (sinh ngày 29 tháng 12 năm 1967) là một cầu thủ bóng đá người Nhật Bản.

## Sự nghiệp câu lạc bộ
Satoru Kokubo đã từng chơi cho JEF United Ichihara.